# بانتليس كافيس
بانتليس كافيس (باليونانية: Παντελής Καφές)‏ (Pantelis Kafes) (24 يونيو 1978 في فيريا في اليونان – )؛ هو لاعب كرة قدم يوناني سابق كان يلعب كلاعب وسط. يلعب مع منتخب اليونان لكرة القدم منذ عام 2001.
بسبب اتباعه لمثال أوزفالدو أرديليس، اشتهر بانتيليس كافيس بكونه واحدًا من عدد قليل جدًا من لاعبي الملعب الذين ارتدوا القميص رقم 1 وقد نال استحسانًا لقدراته الإبداعية ومهاراته في التمرير.

## مسيرته الكروية
لعب بانتليس كافيس خلال مسيرته الاحترافية مع 4 أندية في عشرون موسمًا وسجل خلالها 61 هدفًا ضمن 395 مباراة. حيث فاز في خمسة مواسم بالكأس وفي ثلاثة مواسم بالدوري.
خاض بانتليس كافيس مسيرته مع Veria F.C. ‏ في موسم 1994–95 في المرة الأولى ولمدة موسمين ثم في موسم 2012–13 لمدة موسم واحد، مشاركًا طوالها في 55 مباراة سجل خلالها 8 أهداف. ثم انتقل إلى نادي باوك في موسم 1996–97 ليلعب معه سبعة مواسم، حيث شارك في 146 مباراة سجل خلالها 29 هدفًا. لينتقل بعدها إلى نادي أولمبياكوس في موسم 2003–04 ليلعب معه أربعة مواسم، مشاركًا في 81 مباراة سجل خلالها 8 أهداف. ثم انتقل إلى نادي أيك أثينا في موسم 2006–07 ليلعب معه ستة مواسم، مشاركًا في 113 مباراة سجل خلالها 16 هدفًا.

## وصلات خارجية
- بانتليس كافيس على موقع قاعدة بيانات كرة القدم.إي يو (الإنجليزية)
- بانتليس كافيس على موقع بيانات كرة القدم. دي إي (الألمانية)
- بانتليس كافيس على موقع ناشيونال فوتبول تيمز (الإنجليزية)
- بانتليس كافيس على موقع Soccerway.com (الإنجليزية)